# Brigitte McMahon
Brigitte McMahon (Baar, 25 de março de 1967) é uma ex-triatleta suíça e a primeira campeã olímpica do triatlo, em  Sydney 2000.

## Carreira
McMahon competiu na primeira disputa do triatlo em Jogos Olímpicos, na edição de Sydney 2000, e ganhou a medalha de ouro com um tempo total de 2:00:40.52, que até 2008 era o mais rápido tempo de uma mulher no triatlo olímpico. Sua parciais foram de 19min44.58 na natação, 1h05min42.30 no ciclismo e finalizou a corrida em 35min13.64.
Obteve novamente a classificação para os Jogos Olímpicos de 2004, em Atenas, onde terminou a prova em décimo lugar com um tempo total de 2:07:07.73.
Em junho de 2005, McMahon testou positivo no controle antidoping de rotina para a substância eritropoietina (EPO). Ela afirmou que tomou a substância por motivos terapêuticos e em pequena dosagem, mas que não teve a intenção de melhorar sua performance. Depois do teste positivo foi imediatamente retirada da seleção suíça e recebeu uma suspensão de dois anos das competições oficiais. Como conseqüência, se aposentou do esporte.